# 小谷野俊夫
小谷野 俊夫（こやの としお、1946年6月 - ）は、日本の経済学者（国際金融・金融政策）。学位はMaster of Business Administration (University of Pennsylvania, 1975)。静岡県立大学名誉教授。
株式会社日本勧業銀行勤務を経て、株式会社第一勧銀総合研究所経済調査部部長、静岡県立大学国際関係学部教授などを歴任した。

## 概要
1946年生まれ。
小学生時代に福澤諭吉の伝記を読み感銘を受けたことから、英語の学習に取り組んだ。のちに『福翁自伝』を読み、明治維新による社会の変化や日本と欧米との社会の違いに関心を持った。
早稲田大学第一政治経済学部経済学科を卒業し、日本勧業銀行に入行する。
第一勧業銀行の調査部にてニューヨーク駐在員や主席駐在員を務め、帰国後は第一勧銀総合研究所の経済調査部にて部長に就任した。また、アメリカ合衆国にてペンシルベニア大学経営大学院に通い、修士課程を修了した。
その後は学究活動に身を移し、学習院大学経済学部にて非常勤講師を兼任したのち、静岡県立大学国際関係学部に転じた。国際関係学部国際関係学科にて教授を務めるとともに、大学院の国際関係学研究科国際関係学専攻の教授を兼任していた。2012年3月31日付で静岡県立大学を退職し、翌日付で名誉教授の称号を授与された。

## 研究
専門は経済学であり、バンカーとしての経験を生かし国際金融や金融政策などを中心に研究を行っている。また、アメリカ駐在経験もあることから英語に堪能であり、欧州中央銀行の著書を訳すなど、専門書の翻訳も行っている。

## 略歴
- 1946年 - 誕生。
- 1969年 - 早稲田大学第一政治経済学部卒業。
- 1969年 - 日本勧業銀行入行。
- 1975年 - ペンシルベニア大学経営大学院修士課程修了。
- 1991年 - 第一勧銀総合研究所経済調査部部長。
- 1992年 - 学習院大学経済学部非常勤講師。
- 1997年 - 静岡県立大学国際関係学部教授。
- 2012年 - 静岡県立大学名誉教授。

## 著作

### 翻訳
- アンマリー・ミューレンダイク『アメリカの金融政策と金融市場』立脇和夫共訳、東洋経済新報社、2000年。ISBN 4492652620
- 欧州中央銀行『欧州中央銀行の金融政策』立脇和夫共訳、東洋経済新報社、2002年。ISBN 4492653074
- ベン・バーナンキ『連邦準備制度と金融危機　バーナンキFRB理事会議長による大学生向け講義録』一灯舎、2012年
- ガヴィン・ケネディ『アダム・スミス　マクミラン経済学者列伝』一灯舎、2014年
- ポール・デイヴィッドソン『ケインズ　マクミラン経済学者列伝』一灯舎、2014年
- 『ケインズ全集 第21巻　世界恐慌と英米における諸政策 1931～39年の諸活動』共訳、東洋経済新報社、2015年
- ピーター・テミン／デイヴィッド・ヴァインズ『学び直しケインズ経済学　現在の世界経済問題を考える』一灯舎、2015年
- エスベン・スロス・アンデルセン『シュンペーター　社会および経済の発展理論　マクミラン経済学者列伝』一灯舎、2016年
- エド・コンウェイ『サミット　一九四四年ブレトンウッズ交渉の舞台裏』一灯舎、2020年
- G.C.ハーコート／プリュー・ケール『ジョーン・ロビンソン　マクミラン経済学者列伝』一灯舎、2021年
- 『ケインズ全集 第20巻　雇用と失業対策の再考 1929～31年の諸活動』東洋経済新報社、2023年

### 寄稿
- 小谷野俊夫稿「マーケットを読む――私はこうみる――景気回復は進む」『金融財政事情』47巻38号、金融財政事情研究会、1996年10月。ISSN 1345-3033
- 島崎久弥・近藤健彦・小谷野俊夫ほか稿「提言:欧州通貨統合への評価と期待（総特集 欧州通貨統合）――（PART1通貨統合の考察）」『月刊金融ジャーナル』39巻12号、金融ジャーナル社、1998年12月。ISSN 0453-9176
- 小谷野俊夫稿「平成金融システム不安の実相と将来の金融システム」『静岡県立大学国際関係学部研究紀要』12号、静岡県立大学、1999年。ISSN 0916-2925
- 西村吉正・小谷野俊夫・勝悦子ほか稿「提言――金融ベンチャーに何を期待するか――（特集 金融ベンチャー）――（金融サービスをどう変えるか）」『月刊金融ジャーナル』40巻5号、金融ジャーナル社、1999年5月。ISSN 0453-9176
- 小谷野俊夫稿「第二次大戦後の国際通貨体制を考える視点」『静岡県立大学国際関係学部研究紀要』13号、静岡県立大学、2000年。ISSN 0916-2925
- 小谷野俊夫稿「米国連邦準備制度の独立性とアカウンタビリティ」『静岡県立大学国際関係学部研究紀要』14号、静岡県立大学、2001年。ISSN 0916-2925
- 小谷野俊夫稿「欧州中央銀行の金融政策運営体制――米国連邦準備制度との比較検討〔含補論〕」『国際関係・比較文化研究』1巻2号、静岡県立大学国際関係学部、2003年3月。ISSN 1348-1231
- 小谷野俊夫稿「グリーンスパン米国連邦準備制度理事会議長の評伝」『国際関係・比較文化研究』2巻1号、静岡県立大学国際関係学部、2003年9月。ISSN 1348-1231
- 小谷野俊夫稿「中国の為替相場政策をめぐって」『国際関係・比較文化研究』3巻1号、静岡県立大学、2004年9月。ISSN 1348-1231
- 小谷野俊夫稿「グリーンスパン金融政策の功罪――米経済の安定維持かバブル招来か――（特集FRB議長交代）」『世界週報』86巻46号、時事通信社、2005年12月。ISSN 0911-0003
- 小谷野俊夫稿「連邦準備制度の『中興の祖』マリナー・エクルズの評伝（その1）」『国際関係・比較文化研究』4巻2号、静岡県立大学、2006年3月。ISSN 1348-1231
- 小谷野俊夫稿「連邦準備制度の『中興の祖』マリナー・エクルズの評伝（その2）」『国際関係・比較文化研究』5巻1号、静岡県立大学、2006年9月。ISSN 1348-1231
- 小谷野俊夫稿「アメリカの為替相場政策」『国際関係・比較文化研究』5巻2号、静岡県立大学、2007年3月。ISSN 1348-1231
- 小谷野俊夫稿「ニューヨーク連邦準備銀行初代総裁ベンジャミン・ストロングの評伝（上）」『国際関係・比較文化研究』6巻2号、静岡県立大学国際関係学部、2008年3月。ISSN 1348-1231